# 22454 Rosalylopes
22454 Rosalylopes este o planetă minoră (asteroid) din centura de asteroizi. A fost descoperită pe 6 noiembrie 1996 la Observatorul Național Kitt Peak de Spacewatch și a fost numită după Rosaly Lopes⁠(d). 
Obiectul prezintă o orbită caracterizată de o semiaxă mare de 2,1776388 UAi, o excentricitate de 0,09, o înclinație de 1,53764 ° în raport cu ecliptica.